# Blondelia vexillaria
Blondelia vexillaria är en tvåvingeart som först beskrevs av Villeneuve 1922.  Blondelia vexillaria ingår i släktet Blondelia och familjen parasitflugor. Inga underarter finns listade i Catalogue of Life.